# 화개초등학교 (경남)
화개초등학교는 대한민국 경상남도 하동군 화개면 삼신리에 있는 공립 초등학교다.

## 학교 연혁
- 1928년 9월 13일 화개공립보통학교 개교(설립인가 7월 6일)
- 1938년 4월 1일 화개공립심상소학교 개칭[1]
- 1941년 4월 1일 화개공립국민학교 개칭[2]
- 1979년 3월 1일 병설유치원 개원
- 1996년 3월 1일 화개초등학교로 개칭[3]
- 1999년 9월 1일 부덕분교장 본교로 통합
- 2014년 9월 1일 제27대 김용진 교장 부임
- 2017년 2월 17일 제88회 졸업(졸업생 누계 : 3,866명)
- 2028년 9월 13일 개교 100주년

## 학교 상징
- 교화 - 목련 : 우아한 자태와 그윽한 향기는 맑고 밝은 화개초등학교 학생들의 고운 마음씨를 상징한다.
- 교목 - 은행나무 : 정직하고 봉사하는 바른 심성을 갖고 높고 푸른 꿈을 가꾸기 위해 어려운 역경도 이겨내고 성실하게 노력하는 화개어린이를 상징한다.

## 참고 자료
- 화개초등학교 - 한국교육학술정보원 학교알리미